# Christoph Schiller (Theologe)
Karl Christoph Schiller (* 13. November 1927 in Mistelbach; † 4. November 1994 in Regenstauf) war ein deutscher Theologe, Pädagoge und Politiker (SPD).

## Leben und Beruf
Schiller wuchs in Mistelbach nahe Bayreuth als Sohn der Putzfrau Katharina und des Anstreichers Christian Schiller auf. 
Nach dem Schulbesuch leistete Schiller zunächst Reichsarbeitsdienst. Am 20. Februar 1944 beantragte er die Aufnahme in die NSDAP und wurde zum 20. April desselben Jahres aufgenommen (Mitgliedsnummer 9.779.547). Anschließend wurde er zur Wehrmacht eingezogen und nahm 1944/45 als Luftwaffenhelfer am Zweiten Weltkrieg teil und wurde verwundet. Zuletzt geriet er in sowjetische Kriegsgefangenschaft.
Schiller absolvierte von 1948 bis 1952 ein Studium der evangelischen Theologie, war 1953/54 Stadtvikar in Treuchtlingen und von 1954 bis 1957 als Exponierter Vikar in Nürnberg-Langwasser tätig. Von 1957 bis 1961 wirkte er als Pfarrer in Burggrub. Im Anschluss arbeitete er als Religionslehrer und wurde zum Oberstudienrat befördert.

## Abgeordneter
Schiller war seit 1966 Ratsmitglied der Stadt Bayreuth und von 1974 bis 1994 Mitglied des Bezirkstages des Bezirkes Oberfranken. Dem Deutschen Bundestag gehörte er von 1969 bis 1972 an. Er war über die Landesliste Bayern ins Parlament eingezogen.

## Öffentliche Ämter
Schiller amtierte von 1966 bis 1972 als Bürgermeister der Stadt Bayreuth und war von 1972 bis 1990 Landrat des Kreises Wunsiedel.